# Paul Baghdadlian

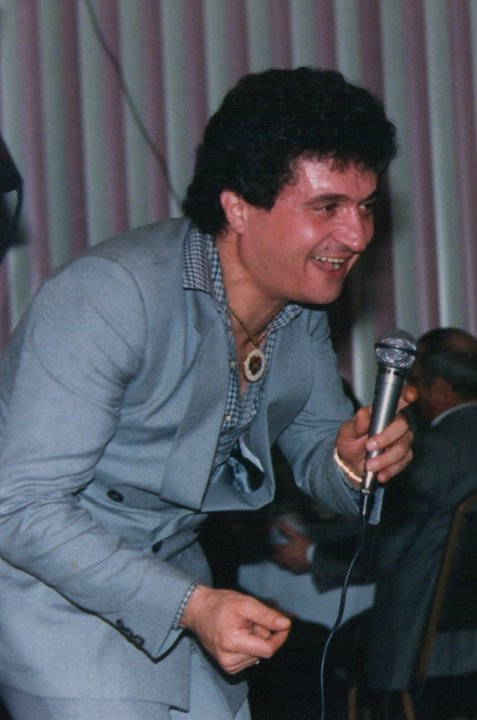
Paul Baghdadlian

Paul Baghdadlian (Geburtsname Krikor, armenisch Փօլ Պաղտատլեան, arabisch بول بغدادليان; * 10. Juli 1953 in Aleppo; † 28. Juni 2011 in Glendale, Kalifornien) war ein syrischer Rembetiko-Sänger, Songwriter, Entertainer und Unternehmer armenischer Herkunft. Er war Sänger der armenischen Diaspora und wurde auch als „König der Liebeslieder“ bezeichnet.

## Leben und Karriere
Baghdadlian wurde als Sohn der armenischen Eltern in Syrien geboren. Er hatte einen Bruder. Seine Familie zog später in die libanesische Hauptstadt Beirut. Im Jahr 1965 starb seine Mutter, als er 12 Jahre alt war. Sein Vater heiratete später erneut und zog nach Pasadena. Um seinen Unterhalt zu sichern, begann Paul Baghdadlian auf den Straßen für andere zu singen.
In den frühen 1970er Jahren war Paul Baghdadlian als „Paul, der Prinz“ bekannt. Nachdem er die Musik seines Landsmanns Harout Pamboukjian gehört hatte, begann Baghdadlian auf westarmenisch zu singen, zumeist Liebeslieder. Nachdem er in dieser neuen Phase der Karriere großen Erfolg hatte, zog er 1977 nach Los Angeles. In Los Angeles produzierte er hunderte Aufnahmen, zumeist Balladen, die er meist auf Armenisch sang, zudem auch in einer Reihe anderer Sprachen, vor allem Arabisch. Er tourte durch die Hauptzentren der armenischen Diaspora und durch Armenien.
Paul Baghdadlian war zweimal verheiratet und hatte drei Kinder. Er starb 2011 im Glendale Adventist Medical Center an den Folgen von Lungenkrebs.

## Diskografie
Studioveröffentlichungen:
- 1976: Antzrev E Kalis (Es regnet)
- 1977: Siroum Em Kez (Ich liebe sich)
- 1977: Mor Sere (Mothes Liebe)
- 1978: Sbasoum Em Kez (Auf dich wartend) (Doppelalbum)
- 1979: The Last Tango
- 1981: Sev Acher (Schwarze Augen)
- 1982: Zavgis (An meinen Sohn)
- 1983: Miayn Ints Siree (Liebe mich)
- 1985: Arants Kez (Ohne dich)
- 1987: Siretsi Yes Megin (Ich liebte einen)
- 1989: Happy Birthday
- 1991: Naz Aghchig (Süßes Mädchen)
- 1992: Sirem (Ich liebe)
- 1993: Chkideyi Chkidem (Wusste nicht, weiß nicht)
- 1994: Garodi Harts E (Vermisse)
- 1995: Gyanki Dzaghig (Blume des Lebens)
- 1998: Tou Im Ashkharn Es (Du bist meine Welt)
- 1999: Kez Pari Louys (Guter Tag für dich)
- 2000: Gyankes... (Mein Leben)
- 2001: Mortsir... (Vergiss)
- 2004: Anoushigs (Meine Schönheit)
- 2008: Oor es (Wo bist du)
- Hokis Im (Meine Seele) (unveröffentlicht)

Livekonzerte:
- Paul In Concert: Sona Chan
- 2001: Live in Damascus: Love songs
- 2001: Live in Damascus: Azk Siretsek (Liebe unsere Nation)
- Paul Live